# Карезана
Карезана (итал. Caresana) је насеље у Италији у округу Верчели, региону Пијемонт.
Према процени из 2011. у насељу је живело 973 становника. Насеље се налази на надморској висини од 114 м.

## Становништво
| 1936. | 1951. | 1961. | 1971. | 1981. | 1991. | 2001. | 2011. |
| ----- | ----- | ----- | ----- | ----- | ----- | ----- | ----- |
| 2.657 | 2.424 | 1.979 | 1.525 | 1.281 | 1.159 | 1.068 | 1.028 |